# Thom de Graaf
Thomas „Thom” Carolus de Graaf  (ur. 11 czerwca 1957 w Amsterdamie) – holenderski polityk i samorządowiec, wicepremier, burmistrz Nijmegen, parlamentarzysta, jeden z liderów partii Demokraci 66.

## Życiorys
W 1981 został absolwentem studiów prawniczych na Katolickim Uniwersytecie w Nijmegen. Do 1985 pracował na uczelni, po czym rozpoczął karierę urzędniczą w Ministerstwie Spraw Wewnętrznych (doszedł do stanowiska zastępcy dyrektora departamentu). Od 1990 do 1994 był radnym w Lejdzie.
W latach 1994–2003 nieprzerwanie sprawował mandat deputowanego do Tweede Kamer, niższej izby Stanów Generalnych, reprezentując socjalliberalną partię Demokraci 66. Przez kilka lat stał na czele frakcji parlamentarnej tego ugrupowania, w wyborach krajowych w 2002 i 2003 był liderem listy wyborczej D66.
Od 27 maja 2003 do 23 marca 2005 sprawował urząd wicepremiera i ministra bez teki ds. reform w drugim rządzie Jana Petera Balkenende. Podał się do dymisji po tym, jak w izbie wyższej parlamentu głosami lewicy przepadła ustawa o bezpośrednich wyborach burmistrzów. Od 2006 był konsultantem w PricewaterhouseCoopers.
W 2007 został powołany na stanowisko burmistrza Nijmegen, zakończył urzędowanie w 2012. W latach 2011–2018 zasiadał w Eerste Kamer, wyższej izbie parlamentu. Następnie został wiceprzewodniczącym Rady Stanu, instytucji konsultującej projekty aktów prawnych.